# روبن آیالا
 روبن آیالا (انگلیسی: Rubén Ayala؛ زادهٔ ۸ ژانویهٔ ۱۹۵۰) یک بازیکن فوتبال اهل آرژانتین است.
وی همچنین در تیم ملی فوتبال آرژانتین بازی کرده‌است.